# Нелюбов (фільм, 1991)
Про однойменний російський драматичний фільм див. Нелюбов (фільм)
«Нелюбов» — радянський художній фільм, знятий режисером Валерієм Рубінчиком в 1991 році. На думку дослідників, картина не тільки відкрила дорогу в професію сценаристу Ренаті Литвиновій і актрисі Ксенії Качаліній, але й стала першою стрічкою в «історії вільного російського кіно». Прем'єра відбулася в липні 1992 року.

## Сюжет
Сюжет фільму будується як низка коротких епізодів з життя дівчини Рити (Ксенія Качаліна). У кінотеатрі, куди героїня приходить зі своїм другом Ромою, вона знайомиться з фотографом (Станіслав Любшин). Небагатослівний дорослий чоловік починає залицяння, на які Рита легко відгукується, не перериваючи в той же час відносини з Ромою.
У перервах між побаченнями молода жінка спілкується з найкращою подругою Бубастісою і розглядає журнальні знімки Мерилін Монро; американська актриса постійно присутня у фільмі — то в записі, то в думках і снах героїні.
Одного разу, взявши власну фотографію, Рита на звороті фіксує підсумки свого життя: перераховує чоловіків, з якими зустрічалася, згадує про почуття провини перед батьками, зізнається на самоті, підраховує борги і задає собі питання: «Що робити?». У графі «Висновок» вона пише: «Нічого». Безвихідь і неприкаяність штовхають героїню на непоправний крок.

## У ролях
- Ксенія Качаліна — Рита
- Станіслав Любшин — фотограф
- Дмитро Рощин — Рома
- Генрієтта Єгорова — мама Роми
- Ірина Шеламова — Бубастіса, подруга Ріти
- Катерина Щербакова — масажистка
- Віктор Ремізов — водій
- Олександр Пожаров — незнайомець

## Знімальна група
- Валерій Рубінчик —  режисер
- Рената Литвинова —  автор сценарію
- Олег Мартинов —  оператор
- Ірина Калашникова —  художник-постановник
- Маргарита Пасухіна —  звукорежисер